# Михайлівська дача
«Михайлівська дача» — лісовий заказник місцевого значення, розташований на території Володарського району Київської області. Займає площу 209 га.
Об’єкт знаходиться в межах Володарської селищної ради Володарського району, на території Володарського лісництва ДП
«Білоцерківське лісове господарство», - квартал 23 виділи 1—6, 8—10, 13, 14; квартал 24 (всі виділи); квартал 25 виділи 3, 5—13; квартал 26 (всі виділи), квартал 27 виділи 2—4.
Оголошено рішенням 16 сесії 21 скликання Київської обласної ради від 10 березня 1994 року «Про оголошення нововиявлених та резервування цінних для заповідання територій, об’єктів природно-заповідного фонду місцевого значення».
Заказник створено з метою збереження лісових культур дуба, сосни, віком 70—120 років у заплаві р. Рось.